# Abraham Lissignol
Abraham Lissignol (1784 -1851) est un pasteur protestant suisse et français. De tendance piétiste et précurseur du Réveil, il participe activement à la création de la Société des missions évangéliques de Paris.

## Biographie
Abraham Louis Lissignol naît à Genève le 21 août 1784. Il est le fils de Jean Abraham Lissignol (1748-1819), peintre en émail et huguenot français réfugié à Genève, et d'Henriette Simard (1752-1821). Sa famille est en contact avec les missionnaires moraves qui circulent alors en Suisse et en France.
Diplômé en théologie de l’Académie de Genève en 1805, il sera pasteur à Montpellier pendant 42 ans, de 1809 à 1851. Animé d'un grand zèle, et toujours en contact avec les Frères moraves, il devient rapidement l'un des principaux appuis du Réveil dans le Midi. Soucieux d'évangéliser autour de lui, il fonde en 1815 une société d’édition afin de pouvoir diffuser diverses brochures et ouvrages. Également engagé dans la question des missions étrangères, il mobilise autour de lui dès 1819 des bonnes volontés pour aider d'abord la société des missions de Bâle puis pour constituer en 1822 plusieurs sociétés auxiliaires de la Société des missions évangéliques de Paris. En 1828, il est assure le secrétariat de pas moins de 9 sociétés auxiliaires (Montpellier, Bédarieux, Lunel, Massillargues, Mauguio, Pignan, Saussines, mais aussi Narbonne et Perpignan.)
Dans l'esprit très non-dénominationnel du Réveil, il offre son appui aux autres évangélistes qui se manifestent dans sa région, même si leur théologie est différente de la sienne, qui est purement réformée. C'est notamment le cas pour Coraly Armengaud-Hinsch, prédicatrice qui fondera une église évangélique indépendante, et pour Charles Cook, qui est méthodiste. Sa contribution au Réveil apparaît ainsi extrêmement significative, à la fois précoce et faisant le lien entre les différents intervenants, depuis les Frères moraves jusqu'aux méthodistes, en passant par l'Église institutionnelle dont il est membre.
Il décède le 23 décembre 1851 à Montpellier et est inhumé au cimetière protestant de Montpellier.

## Famille
Il se marie en 1819 à Montpellier avec Julie Cazalis (1795-1821). Celle-ci décède le 16 mars 1821, sans enfant. Il se remarie en 1826 avec Louise Henriette Zoé Bertin. Leur fils Emmanuel Lissignol, né en 1828, sera ingénieur maritime.
Abraham Lissignol est naturalisé français en 1831.